# عبقة دولافية
عبقة دولافية (الاسم العلمي:Osmanthus delavayi) هي نوع من النباتات تتبع جنس العبقة من الفصيلة الزيتونية. سمي هذا النوع نسبةً إلى عالم النبات الفرنسي جان ماري دولافي.